# Arvid Laurin
Arvid Laurentius Laurin (Lysekil, 3 de outubro de 1901 — Sköldinge, 6 de maio de 1988) foi um velejador sueco, medalhista olímpico. Ele competiu nos Jogos Olímpicos de Verão de 1936 na classe Star e conquistou a medalha de prata na disputa a bordo do Sunshine com Uno Wallentin.
Laurin formou-se em Engenharia pela Universidade Técnica Chalmers e mais tarde foi engenheiro-chefe das Forças de Defesa da Noruega. No início de sua carreira como designer, Laurin projetou várias lanchas do tipo sniper e mais tarde começou a projetar veleiros. A regra do cruzador foi elaborada por Arvid Laurin junto com Tore Herlin e Sten Valander. Entre 1924 e 1981, construiu cerca de 1.000 desenhos de várias embarcações, que se encontram no arquivo de desenhos do Museu de História Marítima.